# 湯米和陶品絲
湯米和陶品絲（英語：Tommy and Tuppence）是阿嘉莎·克莉絲蒂筆下的一對夫妻檔偵探，在《隱身魔鬼》（1922年）首度登場。

## 登場小說
1. 《隱身魔鬼（英语：The Secret Adversary）》（1922年）
2. 《鴛鴦神探（英语：Partners in Crime (short story collection)）》（1929年，短篇集）
3. 《密碼》N or M?（1941年）
4. 《顫刺的預兆》By the Pricking of My Thumbs（1968年）
5. 《死亡暗道（英语：Postern of Fate）》（1973年）

## 角色
湯米全名湯姆士·貝里福，曾參與第一次世界大戰。陶品絲全名璞丹絲·考利，是蘇弗克郡小米森德當地教區副主教的女兒，一戰期間曾在倫敦某家醫院工作。湯米和陶品絲自童年時代就認識，1920年，兩人於倫敦重逢，創設了「青年冒險家有限公司」，卷入一桩国际间谍案件，歷經一番冒險之後，兩人成婚。他們育有一子一女，以及一名養女。

## 創作構想
阿嘉莎·克莉絲蒂在其自傳中提及她在撰寫《隱身魔鬼》時的想法：「我有一個構想，寫一對這樣的青年男女，一個曾在陸軍輔助隊或愛國護士會工作的女孩子，和一個曾在陸軍服役的青年……他們會涉入間諜案。這樣就是一本寫間諜的書，一部驚險的小說，而不是偵探小說。我喜歡這個構想。」:372

## 改編
- 1983年，電視劇《Agatha Christie's Partners in Crime》，由詹姆斯·瓦維克（英语：James Warwick (actor)）飾演湯米、弗兰西丝卡·安妮丝（英语：Francesca Annis）飾演陶品絲[3]。
- 2015年，電視劇《Partners in Crime》，由戴維·沃廉姆斯飾演湯米[4]、潔西卡·芮妮（英语：Jessica Raine）飾演陶品絲[5]。